# Martine Rottierová
Martine Rottierová (* 12. června 1955) je bývalá reprezentantka Francie v judu.

## Sportovní kariéra
Judu se věnovala v klubu v Sainte-Geneviève-des-Bois. Patřila k průkopnicím ženského sportovního juda.

## Výsledky
| Turnaj             | 1975             | 1976             | 1977             | 1978             | 1979             | 1980             | 1981             | 1982             | 1983             | 1984             | 1985             | 1986             | 1987             | 1988             |
| Turnaj             | 20               | 21               | 22               | 23               | 24               | 25               | 26               | 27               | 28               | 29               | 30               | 31               | 32               | 33               |
| Turnaj             | polostřední váha | polostřední váha | polostřední váha | polostřední váha | polostřední váha | polostřední váha | polostřední váha | polostřední váha | polostřední váha | polostřední váha | polostřední váha | polostřední váha | polostřední váha | polostřední váha |
| ------------------ | ---------------- | ---------------- | ---------------- | ---------------- | ---------------- | ---------------- | ---------------- | ---------------- | ---------------- | ---------------- | ---------------- | ---------------- | ---------------- | ---------------- |
| Mistrovství světa  |                  |                  |                  |                  |                  | 3.               |                  | 1.               |                  | 3.               |                  | —                | úč.              |                  |
| Mistrovství Evropy | 1.               | 1.               | 3.               | 2.               | —                | —                | 3.               | 3.               | 3.               | 1.               | 5.               | —                | ?                | ?                |